# Grozden, Burgas
Grozden (în bulgară Грозден) este un sat în comuna Sungurlare, regiunea Burgas,  Bulgaria. 

## Demografie
Componența etnică a satului Grozden
     Turci (42,89%)
     Bulgari (50,95%)
     Nicio identificare (5,32%)
     Altele (0,81%)
La recensământul din 2011, populația satului Grozden era de 732 locuitori. Din punct de vedere etnic, majoritatea locuitorilor (50,95%) erau bulgari, cu o minoritate de turci (42,89%). Pentru 5,32% din locuitori nu este cunoscută apartenența etnică.